# Escola eleàtica

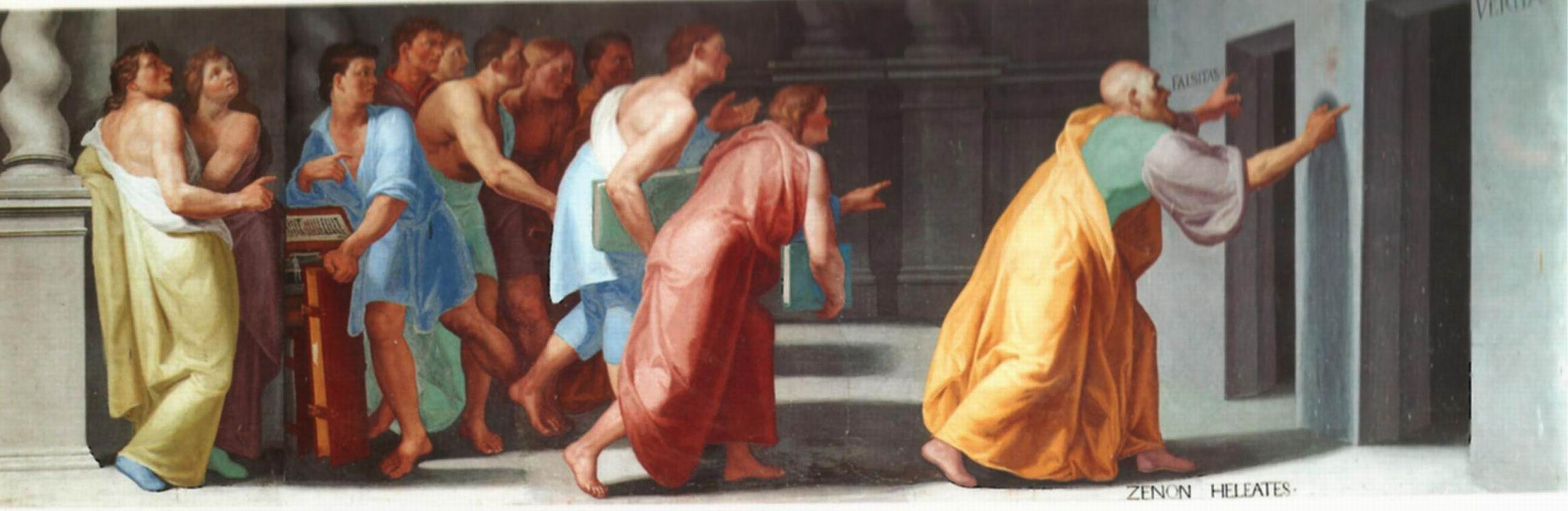
Zenó mostra les portes a la veritat i la falsedat (Veritas et Falsitas). Fresc a la Biblioteca de l'Escorial, Madrid.

L'escola eleàtica va ser una escola de filosofia que existí sobretot el segle vi aC anomenada així perquè va néixer i es va desenvolupar a la ciutat d'Èlea, a la Magna Grècia. El seu fundador sembla haver estat Xenòfanes de Colofó, i el seu principal membre molt possiblement fou Parmènides, si bé també tingué com a membres l'històricament conegut Zenó d'Èlea, i l'almirall Melís de Samos. Entre els filòsofs del segle vi aC i V aC que estigueren influïts per les seves teories, es troben, per exemple, Sòcrates, Euclides de Mègara, Demòcrit, Empèdocles i, sobretot, Plató. Les teories de l'escola d'Èlea possiblement es desenvoluparen en contraposició a Heraclit, contemporani d'aquesta escola. Va ser de gran influència a l'escola de Mègara.
L'escola d'Èlea fou de les primeres dins la tradició occidental a defensar, almenys en el pla filosòfic, teories metafísiques. Malgrat que Heràclit suggerís lleugerament la metafísica en els seus escrits (sobretot en la seva particular afirmació del Logos), els eleàtics contradiuen a Heraclit en el sentit que afirmen la unitat i la immutabilitat de l'Ésser, en contra de la teoria heraclitea, que afirma precisament la pluralitat i el canvi constant de l'Ésser.
Quasi sense dubte, l'escrit més important de l'escola d'Èlea (han perdurat més aviat pocs) és el poema de Parmènides, conservat parcialment. No obstant això, s'ha conservat també algun escrit de cadascun dels altres tres membres d'aquesta escola, sobretot per fonts indirectes.
En certa manera, la unitat de l'Ésser era, en aquells temps, una gran novetat filosòfica. La frase emblema de la Unitat de l'Ésser era "l'ésser és, el no ésser no és".
També els quatre membres d'aquesta escola intenten esbrinar la relació entre ésser (immutable) i semblar (canvi, aparença), i entre pensament (vertadera realitat) i realitat física material (aparença i ficció). També Parmènides i l'escola d'Elea contraposen la veritat de la unitat de l'ésser amb "la ficció de les opinions dels mortals"; efectivament, segons les opinions dels homes les coses canvien, en contra de "la veritat" de l'ésser, que no canvia mai, ni en l'espai ni en el temps, quedant-se sempre paralitzat en l'eternitat; tant, que emocionalment "no pot ni sofrir ni sentir pena".
Malgrat tot, el més profund desenvolupament (i futures innovacions) de l'escola d'Elea no es troba en els seus mateixos membres, sinó en els pensadors que recolliren la seva influència, ja sigui en un "desenvolupament científic" de les seves idees (Demòcrit), en un desenvolupament metafísic i ontològic (Plató, escola socràtica major) o fins i tot en la creació d'una ètica principalment individualista, física i pragmàtica (Euclides de Mègara, escoles socràtiques, escola socràtica menor).